# Biot (jednostka miary)
Biot (Bi) – jednostka natężenia prądu elektrycznego, jednostka pochodna w układzie miar CGS.
1 biot = 10 amperów
Nazwa nadana ku czci francuskiego uczonego Jeana-Baptiste'a Biota.
Zobacz też: pozaukładowe jednostki miary, układ SI.